# ویرلا دیورگنس
ویرلا دیورگنس (نام علمی: Virola divergens) نام یک گونه از فرمانرو گیاه است.